# St. Johannes der Täufer (Holzhausen)

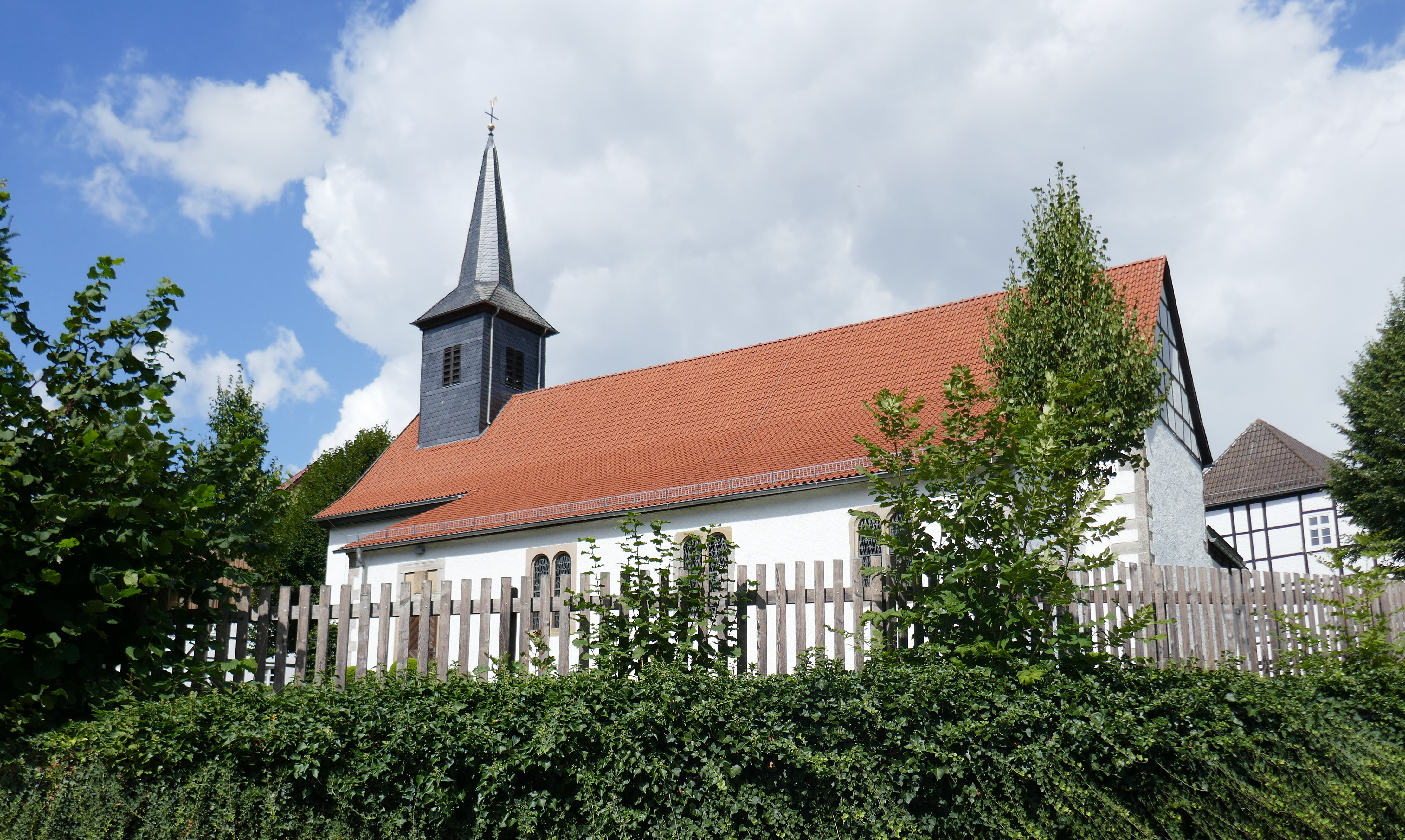
St. Johannes Baptist in Holzhausen

Die katholische Pfarrkirche St. Johannes der Täufer ist ein denkmalgeschütztes Kirchengebäude im Oberdorf in Holzhausen, einem Stadtteil von Nieheim im Kreis Höxter (Nordrhein-Westfalen).

## Geschichte und Architektur
Die schlichte zweischiffige Hallenkirche aus verputztem Bruchstein mit rechteckigem Chor und einer nördlichen angebauten Sakristei ist mit einem Dachreiter bekrönt. Der einschiffige Kernbau des 12. und 13. Jahrhunderts wurde nach einer Bezeichnung über dem Seitenportal 1676 zu einer Saalkirche mit Voutendecke umgebaut. Ein Seitenschiff wurde 1955 angefügt. Im selben Jahr wurde der Chorbogen entfernt und es wurden neue Decken eingezogen. Der längsrechteckige Westbau mit profiliertem Sockel ist durch ein Stufenportal gegliedert. In der kreuzgewölbten Turmhalle führt eine Mauertreppe nach oben.

## Ausstattung
- In der Turmhalle befinden sich mittelalterliche Spolien. Ein Tympanon mit der Darstellung des hl. Johannes d. T., ein Rundbogenfries mit Maske.
- Der Taufstein vom Anfang des 13. Jahrhunderts hat Pokalform.
- Die Holzfigur des hl. Johannes d. T. ist eine Arbeit aus der Zeit um 1700.
- Der gekreuzigte Christus wurde im 18. Jahrhundert geschnitzt.
- Das Altarmosaik Christus, der Auferstandene wurde 1958 von Fred Eckersdorf aus Meschede geschaffen.